# Kite-buggy

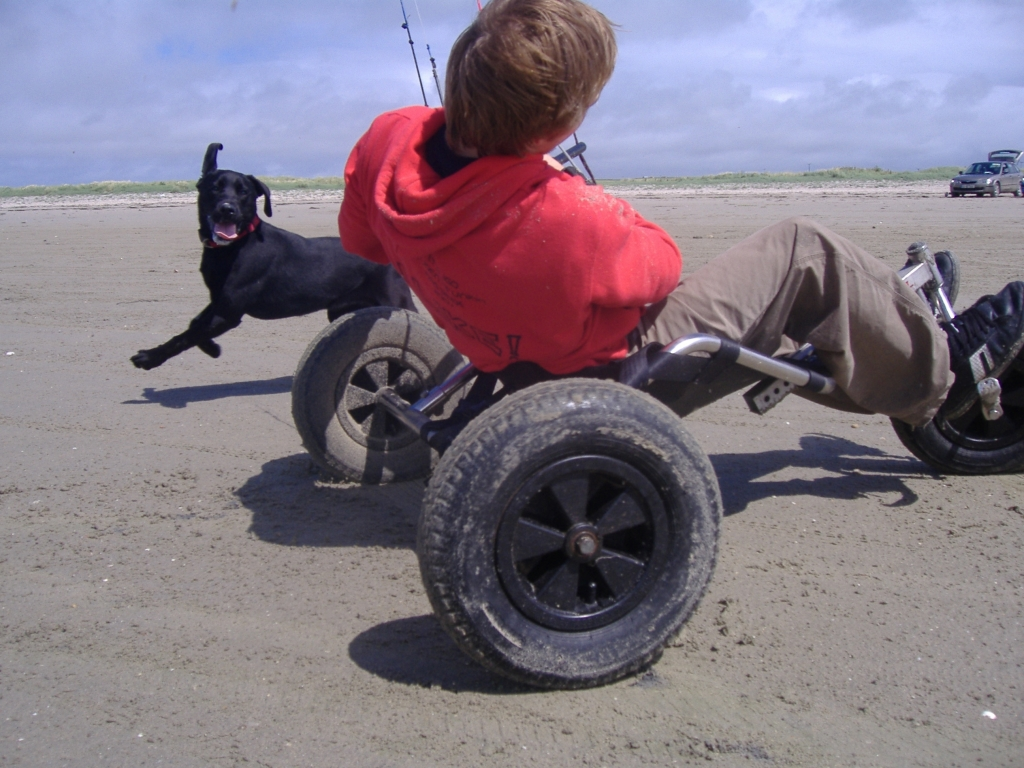
Kite-Buggy a Claggan, Erris, Co.

Un Kite-buggy és un kart amb tres rodes propulsat per un estel, que permet arribar a agafar altes velocitats. Es pot - com en la navegació a vela - anar contra el vent i tornar al punt de partida fent brodades.
Van sorgir a principis dels anys 80 del segle 20 - sovint en combinació amb l'estel acrobàtic lliure en forma de  kite buggies, el pare espiritual és en Peter Lynn.
Velocitats de 90 km per hora o més no són impossibles. Igual que en altres formes d'esport amb estel, aquest arriba a donar un gran impuls, fet que atrau a la gent de tots els esports del mateix tipus. Hi ha un factor "risc" que és, almenys així ho sembla, l'element que el fa atractiu.

## Tracció i frenada

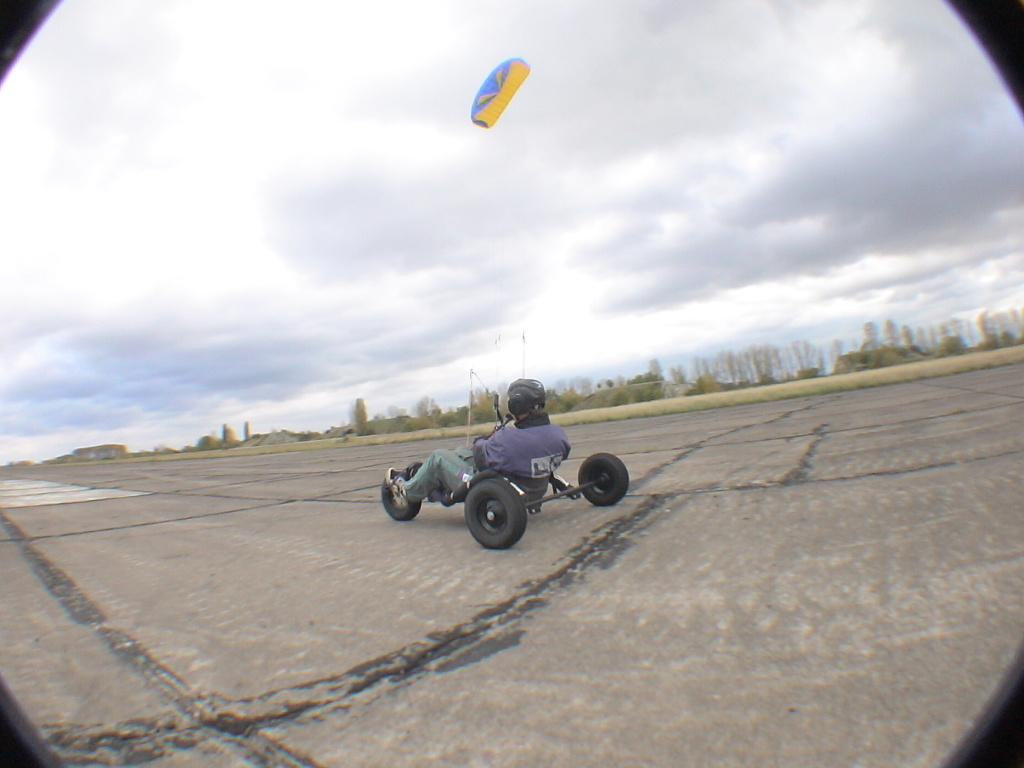
Kite-buggy a l'antic aeroport militar Milovice

El buggy és impulsat per la tracció d'un estel, controlat pel pilot. L'estel de tracció normalment no va unit directament al buggy. Ans al contrari, és a través de les seves línies de control, ja sigui sostingudes directament pel pilot o adherides al seu cos mitjançant un arnès amb unes corretges de cuir. La força de l'estel es fa servir per accelerar el buggy i també com ajuda a la frenada.
El buggy en si no té un sistema dedicat de frenada, s'aplicarà una força de frenada directament a les rodes.

## Equip necessari
Els principals materials per practicar el Kite-buggy. Hi ha una sèrie coses essencials per Kite-buggy com ara cordes, nanses i un casc. Hi ha també molts accessoris com el GPS, l'odòmetre, l'anemòmetre, mosquetons i un trapezi "Adhoc".